# Бистриця (Слатина)
Бистриця (хорв. Bistrica) — населений пункт у Хорватії, у Вировитицько-Подравській жупанії у складі міста Слатина.

## Населення
Населення за даними перепису 2011 року становило 165 осіб.
Динаміка чисельності населення поселення:

## Клімат
Середня річна температура становить 11,12 °C, середня максимальна – 24,86 °C, а середня мінімальна – -5,05 °C. Середня річна кількість опадів – 771 мм.
| Клімат поселення                              | Клімат поселення | Клімат поселення | Клімат поселення | Клімат поселення | Клімат поселення | Клімат поселення | Клімат поселення | Клімат поселення | Клімат поселення | Клімат поселення | Клімат поселення | Клімат поселення | Клімат поселення |
| Показник                                      | Січ.             | Лют.             | Бер.             | Квіт.            | Трав.            | Черв.            | Лип.             | Серп.            | Вер.             | Жовт.            | Лист.            | Груд.            |                  |
| Середній максимум, °C                         | 6,32             | 7,98             | 12,46            | 16,78            | 21,80            | 24,86            | 24,47            | 24,10            | 19,92            | 14,92            | 9,30             | 5,06             |                  |
| Середня температура, °C                       | 0,64             | 2,28             | 6,77             | 11,10            | 16,13            | 19,18            | 21,08            | 20,70            | 16,52            | 11,52            | 5,90             | 1,66             |                  |
| Середній мінімум, °C                          | −5,05            | −3,41            | 1,07             | 5,41             | 10,44            | 13,49            | 17,67            | 17,31            | 13,12            | 8,12             | 2,50             | −1,74            |                  |
| Норма опадів, мм                              | 47               | 42               | 47               | 62               | 74               | 91               | 72               | 76               | 63               | 65               | 75               | 57               |                  |
| Середньомісячна швидкість вітру, м/с          | 2.20             | 2.46             | 2.78             | 2.66             | 2.40             | 2.20             | 2.10             | 1.93             | 1.98             | 2.03             | 2.18             | 2.25             |                  |
| Середньомісячна сонячна радіація, кДж/м²·день | 4125             | 6917             | 10817            | 15229            | 19325            | 21585            | 22243            | 19825            | 14689            | 9108             | 4691             | 3491             |                  |
| --------------------------------------------- | ---------------- | ---------------- | ---------------- | ---------------- | ---------------- | ---------------- | ---------------- | ---------------- | ---------------- | ---------------- | ---------------- | ---------------- | ---------------- |
| Джерело:                                      |                  |                  |                  |                  |                  |                  |                  |                  |                  |                  |                  |                  |                  |